# Mikołaj (Pogriebniak)
Mikołaj, imię świeckie Swiatosław Władimirowicz Pogriebniak (ur. 15 maja 1950 w Moskwie) – rosyjski biskup prawosławny.

## Życiorys
Urodził się w wielodzietnej rodzinie lekarza. W 1967 podjął studia medyczne, lecz przerwał je w 1971, nie uzyskawszy dyplomu. W latach 1971–1973 pracował w Galerii Trietiakowskiej. W 1978 ukończył studia w Instytucie Poligraficznym w Moskwie. Od 1974 do 1981 był pracownikiem Domu Książki w Moskwie w charakterze kierownika oddziału literatury społeczno-politycznej. Od 1975 był również zatrudniony w piśmie Żurnał Moskowskoj Patriarchii, oficjalnym organie prasowym Rosyjskiego Kościoła Prawosławnego. W 1979 przyjął chrzest. W 1981 na stałe podjął pracę w Żurnale Moskowskoj Patriarchii, gdzie był zatrudniony do 1990. Rok wcześniej w trybie eksternistycznym ukończył moskiewskie seminarium duchowne.
25 lutego 1990 arcybiskup możajski Grzegorz wyświęcił go na diakona, zaś 27 sierpnia tego samego roku – na kapłana. Do 1992 służył w cerkwi Trójcy Świętej w Lubiercach, następnie w cerkwi Przemienienia Pańskiego w Bałaszysze. Od 1998 był dziekanem okręgu bałaszyskiego eparchii moskiewskiej obwodowej, od 2011 także sekretarzem prasowym tejże eparchii. 28 września 2011 złożył wieczyste śluby mnisze przed metropolitą krutickim i kołomieńskim Juwenaliuszem, przyjmując imię Mikołaj na cześć św. Mikołaja Japońskiego.
5 października 2011 Święty Synod Rosyjskiego Kościoła Prawosławnego nominował go na biskupa bałaszyskiego, wikariusza eparchii moskiewskiej obwodowej. W związku z tą decyzją 9 października tego samego roku został podniesiony do godności archimandryty. Jego chirotonia biskupia odbyła się 1 stycznia 2012 w soborze Chrystusa Zbawiciela w Moskwie z udziałem patriarchy moskiewskiego i całej Rusi Cyryla, metropolity krutickiego i kołomieńskiego Juwenaliusza, arcybiskupów możajskiego Grzegorza, istrińskiego Arseniusza, biskupów widnowskiego Tichona, sierpuchowskiego Romana, sołniecznogorskiego Sergiusza, woskriesieńskiego Sawy oraz emerytowanego biskupa sierpuchowskiego Iljana.
W 2021 r. w związku z utworzeniem nowej eparchii bałaszyskiej został jej ordynariuszem z tytułem biskupa bałaszyskiego i oriechowsko-zujewskiego.